# 28398 Ericthomas
28398 Ericthomas è un asteroide della fascia principale. Scoperto nel 1999, presenta un'orbita caratterizzata da un semiasse maggiore pari a 2,5582304 UA e da un'eccentricità di 0,1045910, inclinata di 3,17045° rispetto all'eclittica.